# Detective Conan: Crossroad in the Ancient Capital
Detective Conan: Crossroad in the Ancient Capital, também conhecido como Case Closed: Crossroad in the Ancient Capital (em japonês: 名探偵コナン　迷宮の十字路クロスロード, Hepburn: Meitantei Konan: Meikyū no Kurosurōdo) é um filme de anime de 2003, o sétimo baseado na franquia de anime e mangá Detective Conan, dirigido por Kenji Kodama.
Foi o primeiro filme feito  totalmente em pintura digital tradicional de filmes. O Studio A-CAT fez os gráficos em 3D. O filme foi lançado em 19 de abril de 2003 e arrecadou 3,2 bilhões de ienes.

## Características
Seu amigo e rival detetive, Heiji Hattori, desempenha um papel ativo do personagem principal, Conan Edogawa, e suas habilidades no kendo desempenha um papel importante. Também há, no filme, uma cena de ação envolvendo uma bicicleta que usa pintura à mão por um animador e 3DCG. Além disso, Heiji é responsável por uma parte da resolução do crime, e sua amiga de infância Kazuha Toyama também aparece. Além disso, essas duas pessoas apareceram nos filmes pela segunda vez desde o terceiro filme da franquia Detective Conan: The Last Wizard of the Century, e Miwako Sato também apareceu pela segunda vez desde o quarto filme Detective Conan: Captured in Her Eyes.

## Enredo
Heiji Hattori procura uma garota por quem se apaixonou depois de vê-la brincando do lado de fora de um templo quando era pequeno. Enquanto isso, Kogoro, Ran, Conan e Sonoko vão a Kyoto e se encontram com Heiji e Kazuha para investigar um roubo e vários assassinatos. O assassino tenta matar Heiji várias vezes e fere gravemente ele. O assassino sequestra Kazuha, mas Heiji o nocauteia antes que ele possa alcançá-la. Conan engole um comprimido que Haibara deu a ele e uma garrafa de vinho, temporariamente transformando-o em Shinichi. Ele se disfarça de Heiji e tenta prender o assassino e salvar Kazuha e consegue prender o assassino até que Heiji chegue. Usando sua habilidade no kendo, Heiji luta contra o culpado enquanto Shinichi corre para a floresta para se esconder enquanto ocorre sua transformação em Conan. Na floresta, Shinichi se encontra com Ran e a atordoa com seu relógio tranquilizante para impedi-la de ver sua transformação em Conan. Conan então chega a Heiji e Kazuha a tempo de salvá-los chutando bastões de fogo no culpado. O culpado continua a lutar contra Heiji e consegue o empurrar para a beira do telhado. Conan chuta uma bola de futebol no inimigo, dando a Heiji tempo para recuperar o equilíbrio. No final, Heiji descobre que a garota de sua infância era Kazuha. Heiji não diz a Kazuha que ela é a garota que ele estava procurando.

## Elenco
- Minami Takayama como Conan Edogawa
- Wakana Yamazaki como Ran Mori
- Akira Kamiya como Kogoro Mori
- Kappei Yamaguchi como Shinichi Kudo
- Chafurin como Inspetor Megure
- Atsuko Yuya como oficial Sato
- Kazuhiko Inoue como oficial Shiratori
- Ikue Ohtani como Mitsuhiko Tsuburaya
- Megumi Hayashibara como Ai Haibara
- Naoko Matsui como Sonoko Suzuki
- Wataru Takagi como Genta Kojima e Oficial Takagi
- Yukiko Iwai como Ayumi Yoshida
- Ryo Horikawa como Heiji Hattori
- Yuko Miyamura como Kazuha Toyama

## Equipe
- Criador original: Gosho Aoyama
- Roteiro: Kazunari Kouchi
- Música: Katsuo Ono
- Design de personagens e diretor-chefe de animação: Masatomo Sudo
- Diretor de arte: Yukihiro Shibutani
- Diretor de fotografia: Takashi Nomura
- Diretor de som: Yasuo Uragami
- Efeitos sonoros: Masakazu Yokoyama
- Produção de som: Audio Planning U
- Produtores: Masahito Yoshioka, Michihiko Suwa
- Produção de animação: TMS Entertainment
- Diretor: Kenji Kodama

## Música
A música tema do filme é "Time After Time ~In the City of Whirling Blossoms~" (Ｔｉｍｅ　ａｆｔｅｒ　ｔｉｍｅ 〜花舞う街で〜, "Time after time ~Hana Mau Machi de~) por Mai Kuraki. Foi lançada em 5 de março de 2003. Crossroad in the Ancient Capital é o segundo filme de Detective Conan para o qual Mai Kuraki escreveu a música tema, depois de Countdown to Heaven.
A trilha sonora oficial do filme foi lançada em 16 de abril de 2003. Ela custa 3059 ienes, incluindo impostos.

## Recepção
Em uma pesquisa de popularidade de 19 filmes sucessivos da série de filmes de Detective Conan realizada em 2016, esse filme ficou em primeiro lugar.

## Home Media

### DVD
O DVD foi lançado em 17 de dezembro de 2003. Ele contém o filme e o trailer do filme, e custa 6.090 ienes, incluindo impostos.

### Blu-ray
A versão Blu-ray do filme foi lançada em 24 de dezembro de 2010. O Blu-ray contém o mesmo conteúdo do DVD, mais um mini-livreto explicando o filme.

## Mangá
Uma adaptação para mangá baseada nesse filme foi lançada de setembro de 2016 a abril de 2017.